# Orden de Saparmyrat Turkmenbashi el Grande
La Orden de Saparmyrat Turkmenbashi el Grande (en turcomano: Türkmenistanyň ilkinji Prezidenti Beýik Saparmyrat Türkmenbaşy) es una condecoración estatal de Turkmenistán establecida por el presidente Gurbanguly Berdimuhamedow en honor a su predecesor, Saparmyrat Nyýazow. El decreto que constituye su creación fue firmado el 29 de noviembre de 2007.

## Estatuto de la medalla
Esta condecoración se otorga únicamente a figuras estatales y públicas destacadas, los más altos funcionarios de países extranjeros. La adjudicación de la orden se realiza por los siguientes motivos:
- Contribución significativa al fortalecimiento de la paz en la región y en el mundo y el desarrollo de relaciones amistosas.
- Fortalecer la autoridad internacional de Turkmenistán
- Méritos especiales en el desarrollo de las relaciones políticas, económicas y culturales de otros estados con Turkmenistán
- Méritos en la consolidación y fortalecimiento de la independencia y neutralidad del país
- Contribuciones al mantenimiento de la armonía mutua, la cohesión y la unidad, la paz, la amistad y la cooperación entre los pueblos.
- Méritos en el desarrollo y consolidación de las relaciones interparlamentarias e internacionales

## Descripción de la medalla
La insignia tiene la forma de una cadena de oro de primera ley o 750 milésimas, compuesta por veinticuatro eslabones, doce de los cuales tienen forma de octaedro y los otros doce están realizados en forma de motivos nacionales estilizados. Todos los eslabones están decorados con diamantes. El diámetro de los eslabones del octaedro y la longitud de los demás eslabones son de 40 mm.
En el eslabón central está representado el emblema nacional de Turkmenistán. Los once eslabones restantes de dieciséis lados están esmaltados en verde y tienen una luna creciente y cinco estrellas representadas en relieve. En la parte central ovalada se encuentran doce motivos nacionales estilizados cubiertos de esmalte rojo burdeos, diez representan una alfombra nacional turcomana y dos representan adornos nacionales.
El colgante en forma de hexaedro está conectado a la cadena a través de un bloque en forma de abanico sobre el que se colocan ocho diamantes. El diámetro total del colgante es de 80 mm, el diámetro del círculo es de 60 mm. En el centro, sobre el fondo de una capa de esmalte blanco, hay otro hexaedro, formado por dos octaedros entrelazados que representan rayos de sol divergentes, un mapa de Turkmenistán hecho de esmalte verde vítreo, así como una imagen en relieve dorada del perfil del primer presidente de Turkmenistán, Saparmyrat Nyýazow, y el Monumento a la Independencia ubicado en Asjgabad. Los hexágonos externo e interno están separados entre sí por un círculo esmaltado en verde de 60 mm de diámetro y 7 mm de ancho alrededor del cual está colocada la inscripción «TURKMENISTANYN ILKINJI PREZIDENTI BEYIK SAPARMYRAT TURKMENBASY» ORDENI».
El peso total de la orden es de 760,0 (+/- 2,5 %) gramos, el número total de diamantes es de 256 piezas (18,5 quilates).

## Galardonados
- Jalifa bin Zayed Al Nahayan (2008) - presidente de los Emiratos Árabes Unidos (EAU).[6]
- Hu Jintao (2008) - presidente de la República Popular China.[7]